# Eparquía de Gazarta de los sirios
La eparquía de Gazarta de los sirios o de Jazira de los sirios (en latín: Eparchia Jaziren(sis) Syrorum) fue una circunscripción eclesiástica de la Iglesia católica en el Imperio otomano, perteneciente a la Iglesia católica siria, que fue suprimida de hecho durante el genocidio sayfo.

## Territorio
La eparquía extendía su jurisdicción sobre todos los fieles de la Iglesia católica siria en la Mesopotamia superior, en territorios que hoy pertenecen a Siria y a Turquía. Estaba dentro del sanjacato de Mardin en el valiato de Diyarbekir. 
La sede eparquial estaba en la ciudad de Cizre, ubicada en la actual Turquía. Cizre fue la antigua Betzabda (o Beth Zabdai), también conocida en el pasado como Jazirat Ibn 'Umar (occidentalizada en Gazarta o Jazira).

## Historia
Betzabda fue una antigua sede episcopal de la provincia romana de Mesopotamia en la diócesis civil de Oriente. Formó parte del patriarcado de Antioquía y fue sufragánea del metropolitanato de Amida. A partir de 639 Beth Zabdai también se convirtió en la sede de una diócesis de la Iglesia ortodoxa siria, sufragánea de la arquidiócesis de Takrit.
La eparquía de Gazarta fue erigida en 1863, con la parte norte del territorio de la archieparquía de Mosul de los sirios. 
La comunidad de Gazarta, la antigua Beth Zabdai, tuvo obispos jacobitas a partir de 639. En 1560 el obispo Juan Ibrahim Qacha fue a Roma para profesar su fe católica. Los historiadores no excluyen que después de él otros obispos se unieran al catolicismo, aunque 1863 sigue siendo la fecha oficial del nacimiento de la eparquía católica.
A la muerte del eparca Matah, la sede fue administrada directamente por el patriarca, a través de un vicario, hasta el nombramiento de Ahmndahño en 1888.
En 1890 se informó de unos 500 siro-católicos, confiados al cuidado de 5 sacerdotes armenios; también habís 3 iglesias y 3 estaciones misioneras.
En 1898 la eparquía tenía 1500 bautizados, con 8 sacerdotes distribuidos en 7 iglesias; la eparquía también dirigía seis escuelas.
Al ingresar el Imperio otomano en la Primera Guerra Mundial, el 4 de noviembre de 1914 el líder de los Jóvenes Turcos, Enver Bajá, anunció la jihad o la guerra santa contra los cristianos otomanos. Los territorios en los que vivía el pueblo asirio fueron invadidos por fuerzas otomanas y sus aliados kurdos y árabes, por lo que los asirios debieron huir a Persia y Rusia o enfrentar las masacres a las que se vieron sometidos. Sin embargo, la mayoría de los que escaparon de las masacres del genocidio asirio murieron de frío en invierno, de hambre o de enfermedades originadas por la situación. El desastre golpeó principalmente las regiones asirias en las que se ubicaba la eparquía de Gazarta de los sirios, que quedó completamente arruinada.
Con las persecuciones perpetradas contra los cristianos en Anatolia, muchos fieles sirios huyeron o fueron asesinados. Entre ellos el obispo Flavianus Michael Malke, junto con el obispo caldeo de la misma ciudad, Philip Ya'qob Abraham, murió decapitado el 29 de agosto de 1915. Para Malke, la causa de beatificación se introdujo en 2010 y fue beatificado el 29 de agosto de 2015 por decisión del papa Francisco.
La eparquía quedó vacante y en 1932 fue remplazada en su sector sirio por el vicariato patriarcal de Alta Jazira de los sirios, mientras que el sector turco se integró al exarcado patriarcal de Turquía. El 15 de julio de 1957, mediante la bula Summam animo del papa Pío XII, el vicariato patriarcal fue elevado a eparquía y asumió el nombre de eparquía de Hasaka (actualmente archieparquía de Hasaka-Nísibis).

## Episcopologio
- Flaviano Pietro Matah † (11 de octubre de 1863 consagrado-1874 falleció)
  - Sede vacante (1874-1888)
- Santiago Mateo Ahmndahño † (10 de octubre de 1888-1908 falleció)
- Beato Flavianus Michael Malke † (14 de septiembre de 1912-29 de agosto de 1915 falleció)